# Луит
Луи́т (фр. Louit, окс. Loït) — коммуна во Франции, находится в регионе Юг — Пиренеи. Департамент — Верхние Пиренеи. Входит в состав кантона Пуйастрюк. Округ коммуны — Тарб.
Код INSEE коммуны — 65285.

## География
Коммуна расположена приблизительно в 640 км к югу от Парижа, в 110 км западнее Тулузы, в 11 км к северо-востоку от Тарба.
Коммуна расположена в местности Бигорр.

## Климат
Климат умеренно-океанический с солнечной тёплой погодой и обильными осадками на протяжении практически всего года.

## Население
Население коммуны на 2010 год составляло 179 человек.
| 1962 | 1968 | 1975 | 1982 | 1990 | 1999 | 2010 |
| ---- | ---- | ---- | ---- | ---- | ---- | ---- |
| 112  | 114  | 99   | 123  | 126  | 129  | 179  |

## Администрация
| Период | Период | Фамилия    | Партия | Примечания |
| ------ | ------ | ---------- | ------ | ---------- |
| 2001   | 2020   | Андре Трин |        |            |

## Экономика
В 2010 году среди 113 человек трудоспособного возраста (15-64 лет) 87 были экономически активными, 26 — неактивными (показатель активности — 77,0 %, в 1999 году было 74,4 %). Из 87 активных жителей работали 87 человек (49 мужчин и 38 женщин), безработных не было. Среди 26 неактивных 4 человека были учениками или студентами, 13 — пенсионерами, 9 были неактивными по другим причинам.

## Фотогалерея

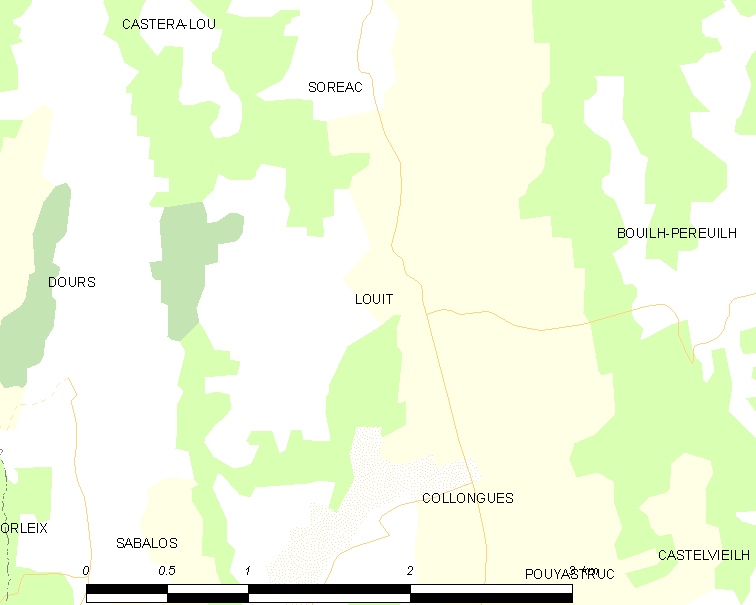
Карта коммуны